# Вулиця Івана Гавдиди (Тернопіль)
Вулиця Івана Гавдиди — вулиця в мікрорайоні «Березовиця» міста Тернополя. Названа на честь українського громадсько-політичного діяча Івана Гавдиди. До 11 липня 2022 року носила ім'я радянського космонавта Юрія Гагаріна, була перейменована у зв'язку з російським вторгненням в Україну. 

## Відомості
Розпочинається від вулиці Микулинецької, пролягає на схід до вулиці Шкільної, де і закінчується. На вулиці розташовані багатоквартирні будинки (колишні гуртожитки цукрового заводу).